# Небджефара
Небджефара — давньоєгипетський фараон з XIV династії.